# Lista de plantas do Brasil

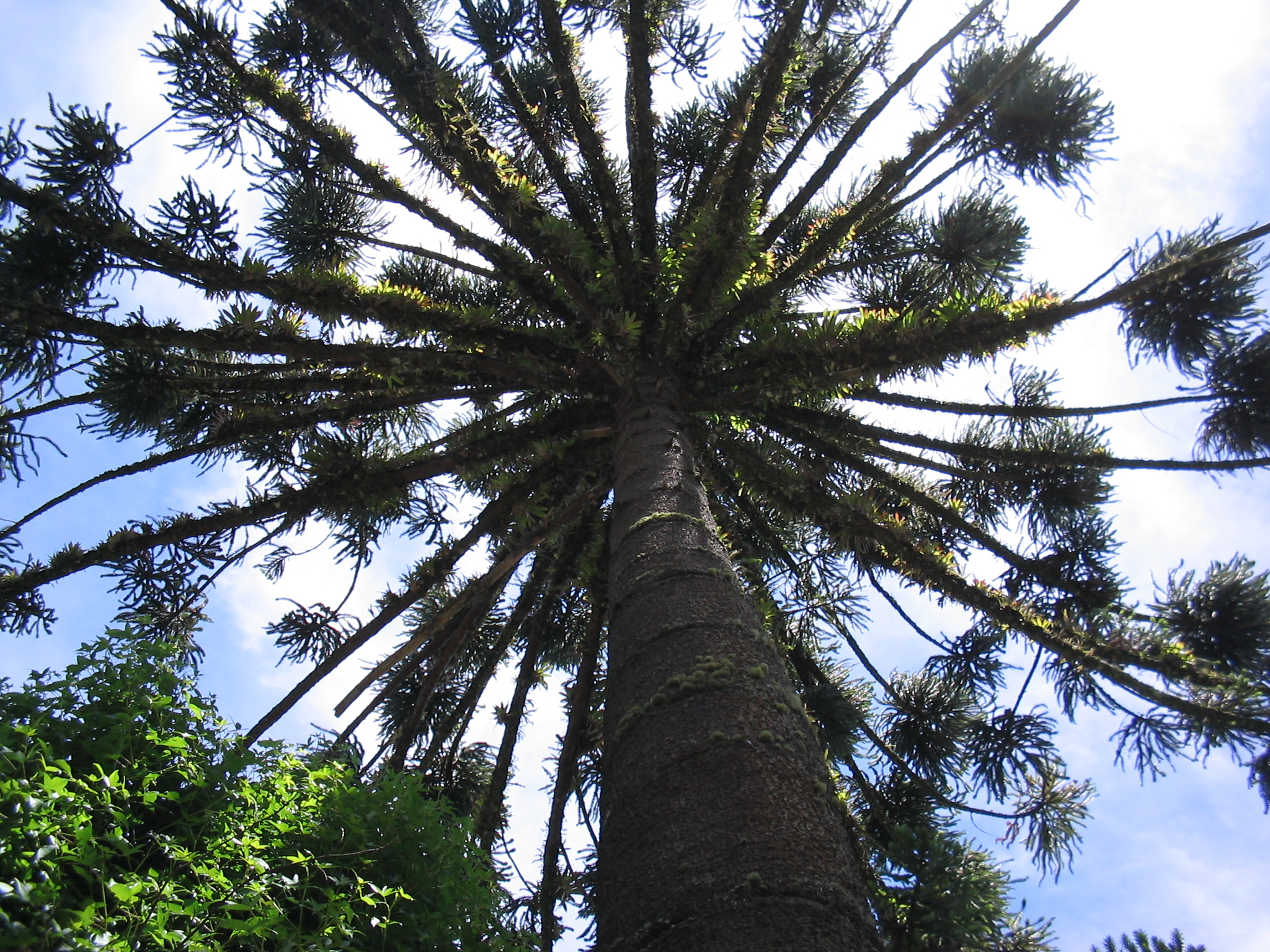
Araucaria angustifolia.

As espécies brasileiras correspondem a 22% da flora mundial. De acordo com o Jardim Botânico do Rio de Janeiro são reconhecidas 43.448 espécies para a flora brasileira, sendo 6.903 apenas de Fungos. Com base nos dados da pesquisa existem cerca de 4.222 espécies de Algas, 1.531 de Briófitas, 1.212 de Pteridófitas, 26 de Gimnospermas e 31.900 de Angiospermas. Segundo os dados o bioma mais diverso do país é a Mata Atlântica, com 19.355 espécies conhecidas. Em seguida, vêm Amazônia (com 13.317 espécies da flora), o Cerrado (12.669), a Caatinga (5.218), o Pampa ou Campos Sulinos (1.964) e o Pantanal (1.240). Do total de descrições, 18.932 são endêmicas (cerca de 46%,  uma das maiores taxas de endemismo do planeta). Entretanto, ao menos 472 espécies correm o risco de desaparecer dos biomas brasileiros nos próximos anos, sendo 276 delas encontradas principalmente na área que restou da Mata Atlântica, de acordo com a nova lista de espécies da flora nacional ameaçadas. A seguir estão listadas as espécies mais comuns:
- Ananas comosus
- Euterpe oleracea
- Luehea divaricata
- Amescla
- Pterogyne nitens
- Joanesia princeps
- Piper aduncum
- Calyptranthes concinna
- Araucaria angustifolia
- Schinus terebinthifolius
- Cnidoscolus pubescens
- Rapanea ferruginea
- Orbignya phalerata
- Oenocarpus bacaba
- Ipomoea batatas
- Stryphnodendron
- Maytenus rigida
- Alcantarea imperialis
- Symphonia globulifera
- Lagenaria vulgaris
- Cupania racemosa
- Thyrsodium spruceanum
- Theobroma cacao
- Cordia ecalyculata
- Cordia ecalyculata
- Trichilia laminensis
- Tabernaemontana laeta
- Cajueiro
- Cajueiro-bravo-do-campo
- Actinostemon lanceolatus
- Dioscorea alata
- Copernicia australis
- Copernicia prunifera
- Amaranthus viridis
- Pachira aquatica

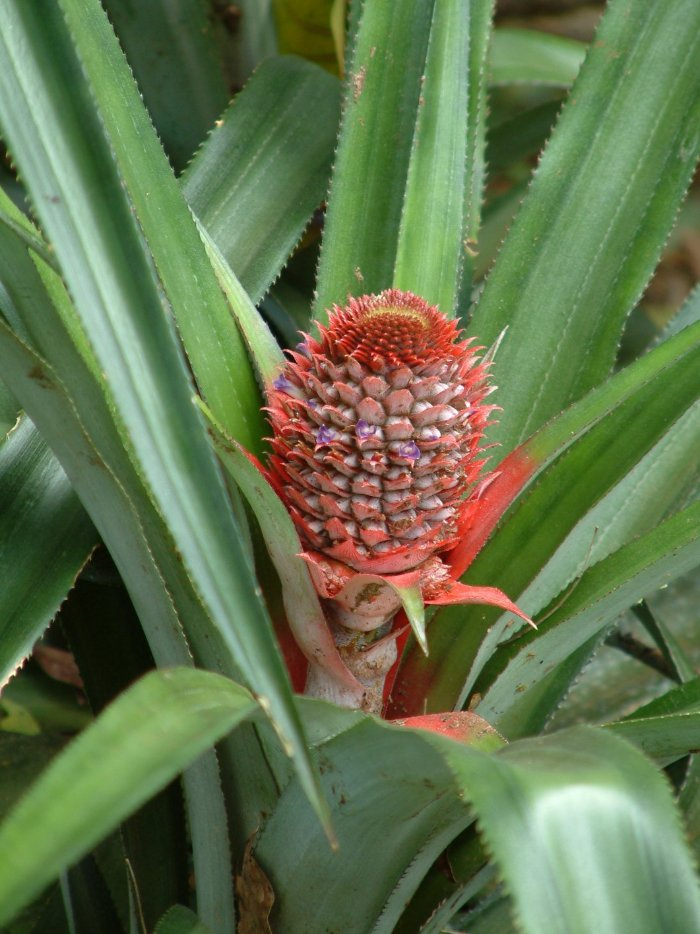
Ananas.

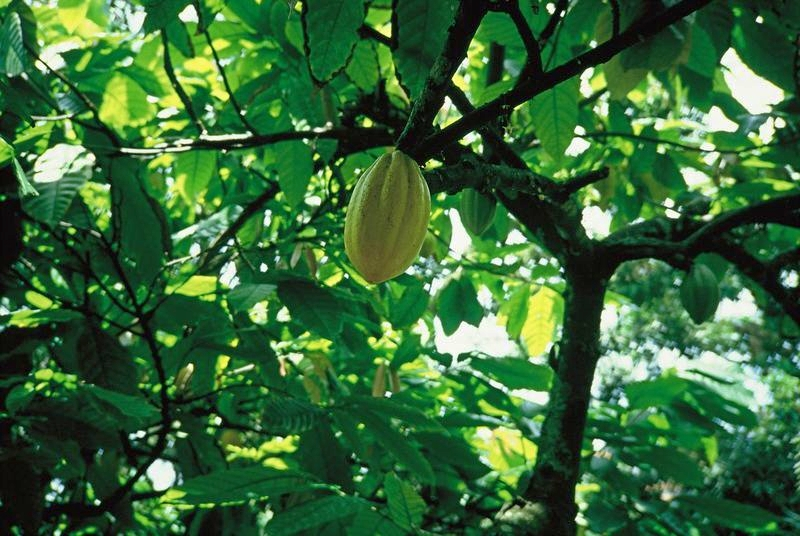
Theobroma cacao.

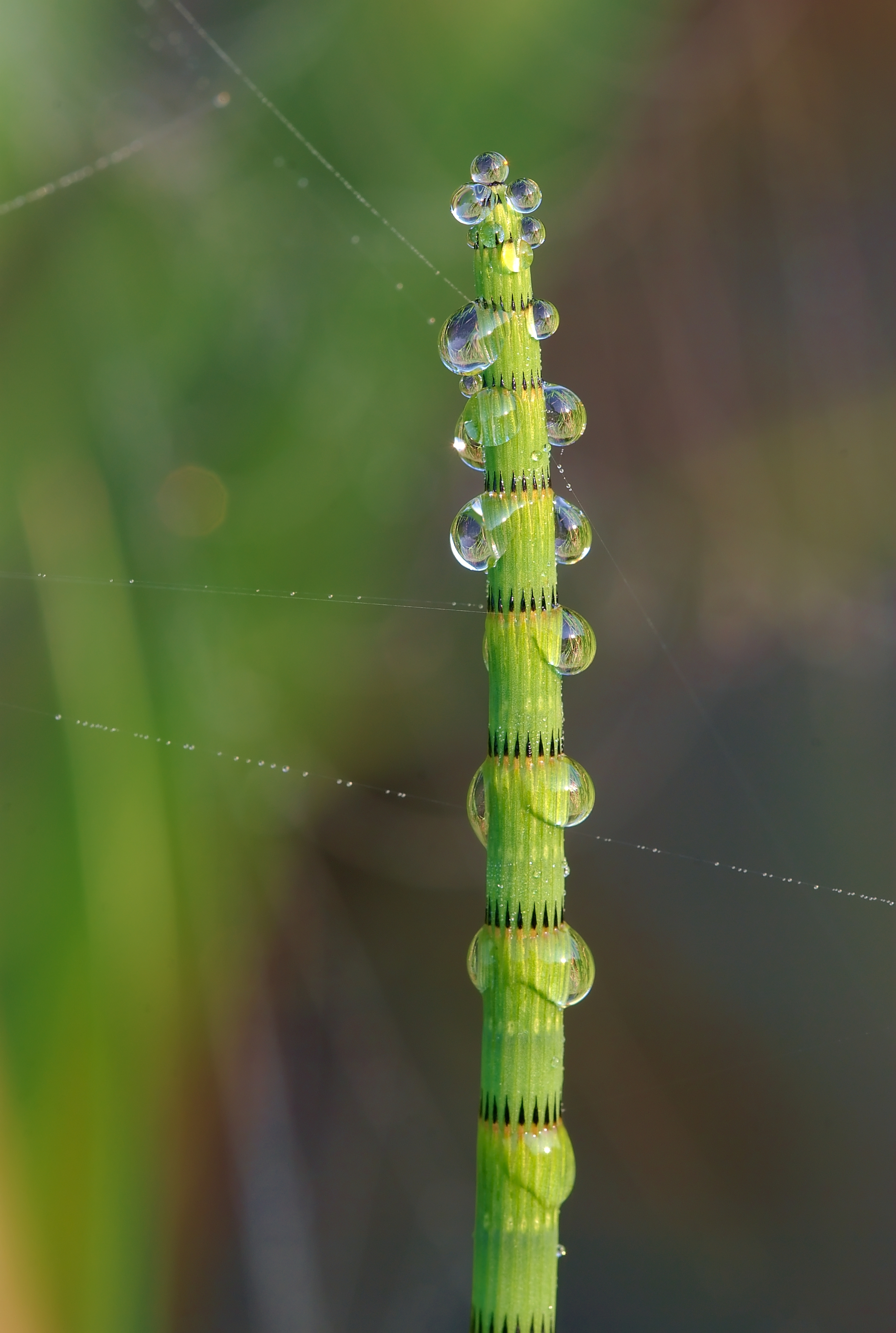
Equisetum fluviatile.

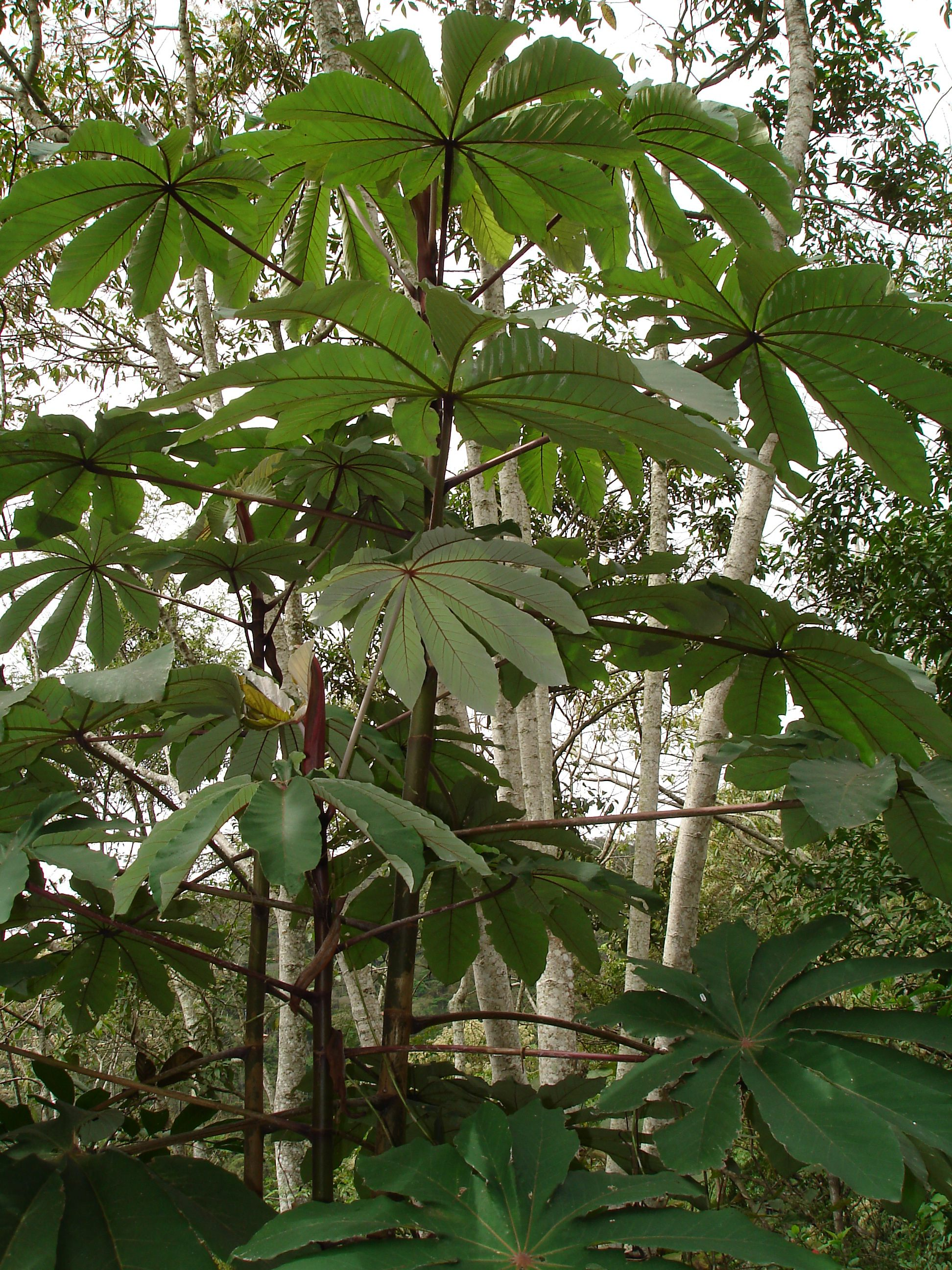
Embaúba.

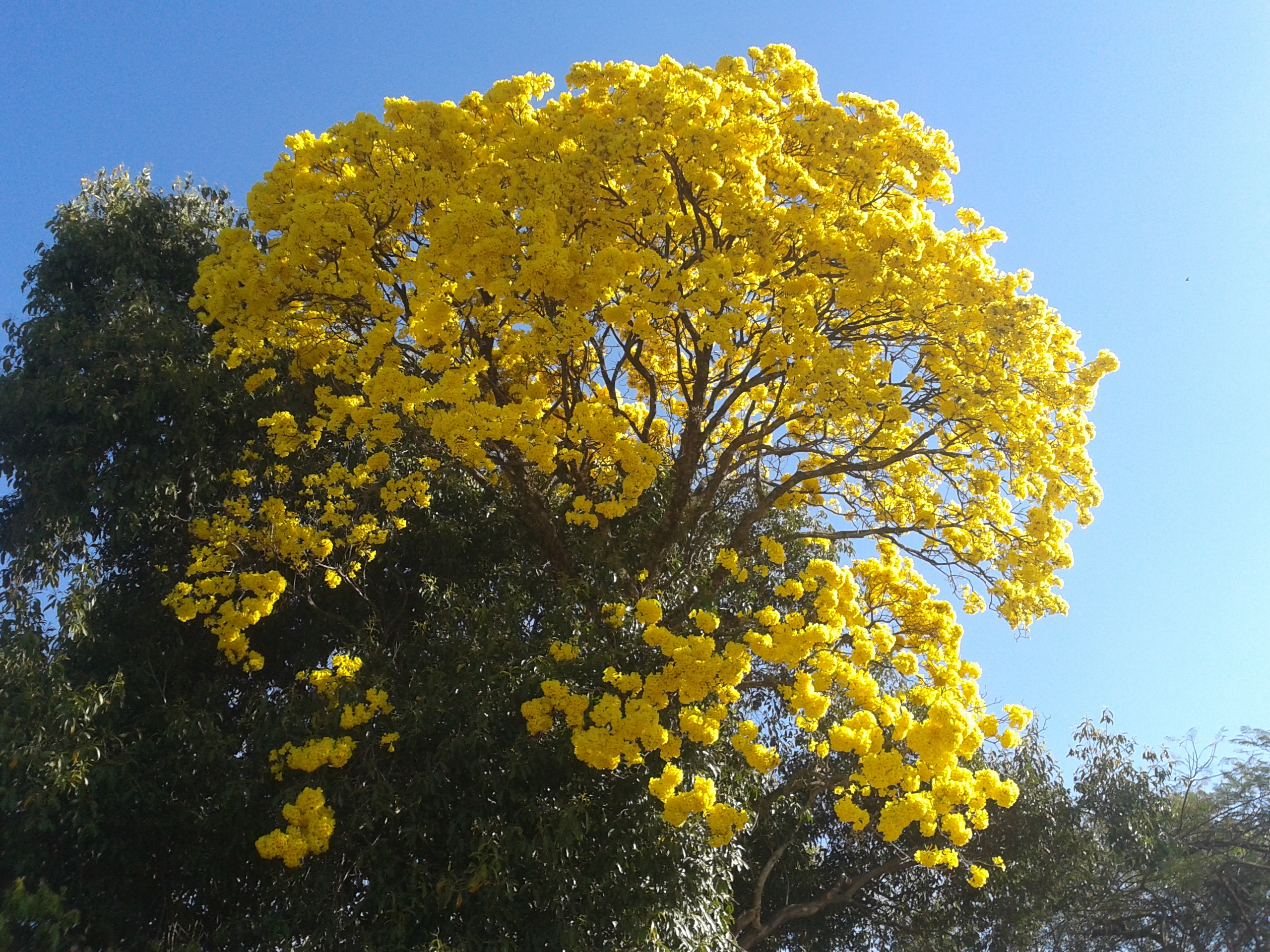
Tabebuia alba.

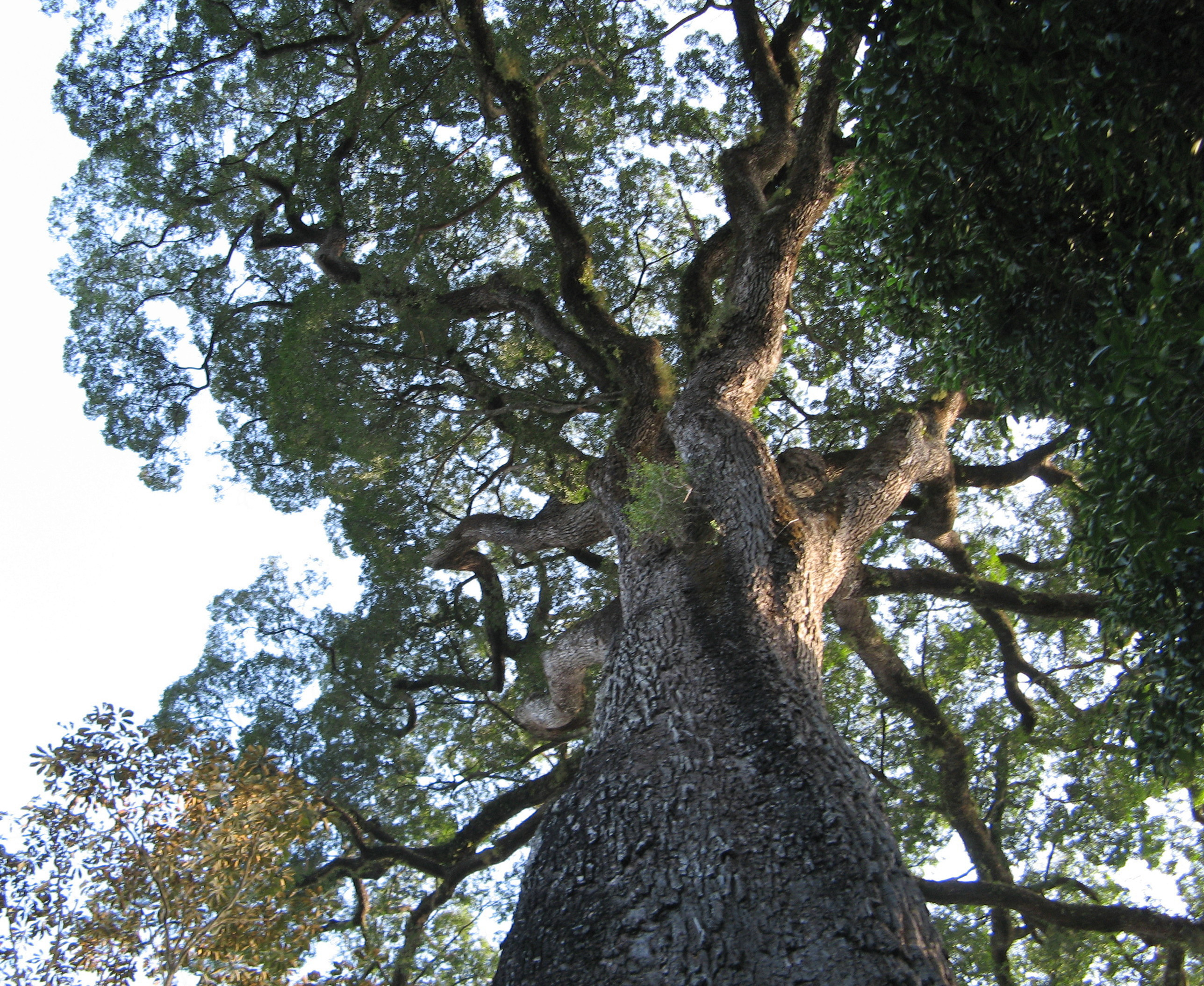
Cariniana legalis.

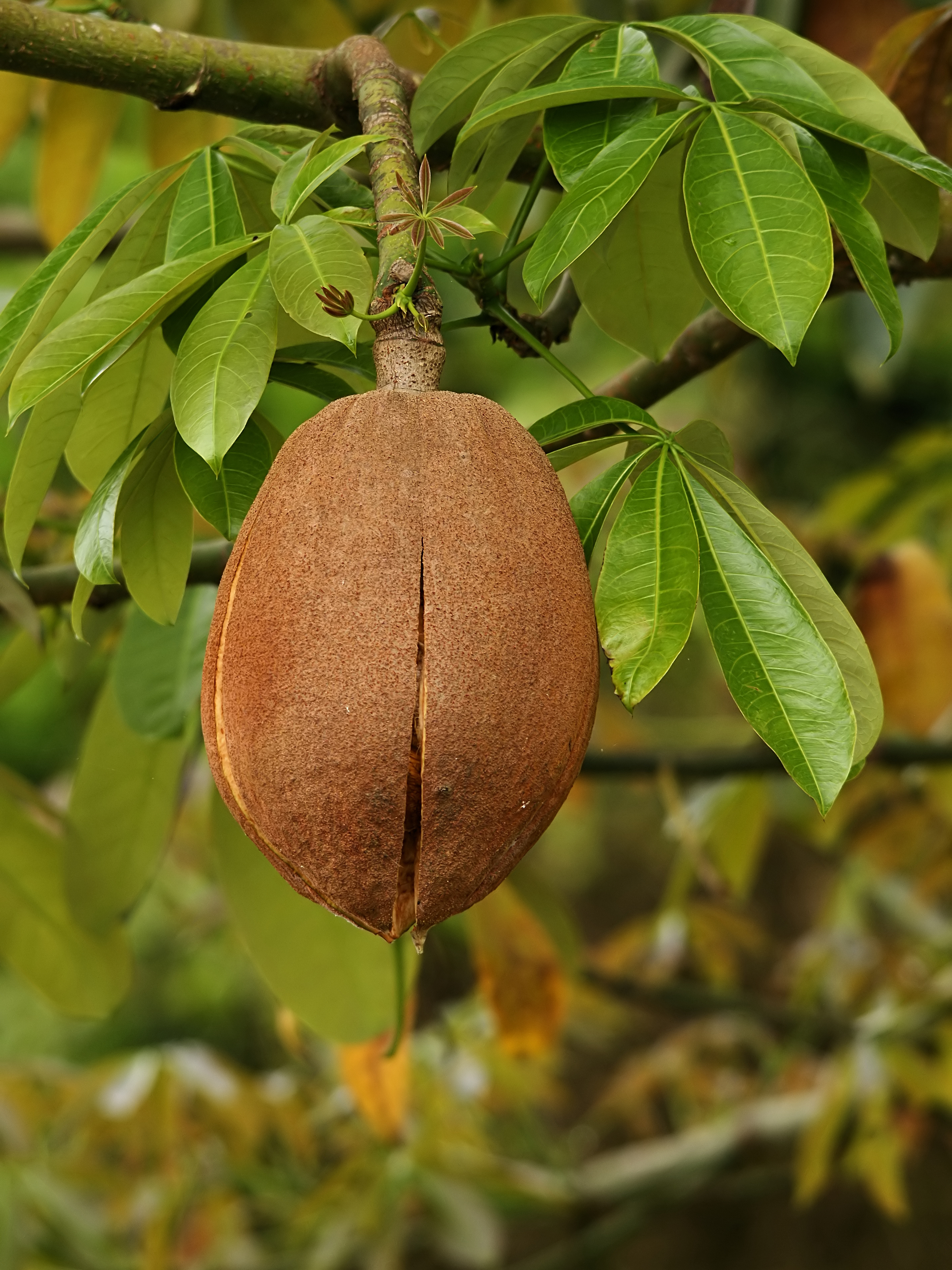
Pachira aquatica.

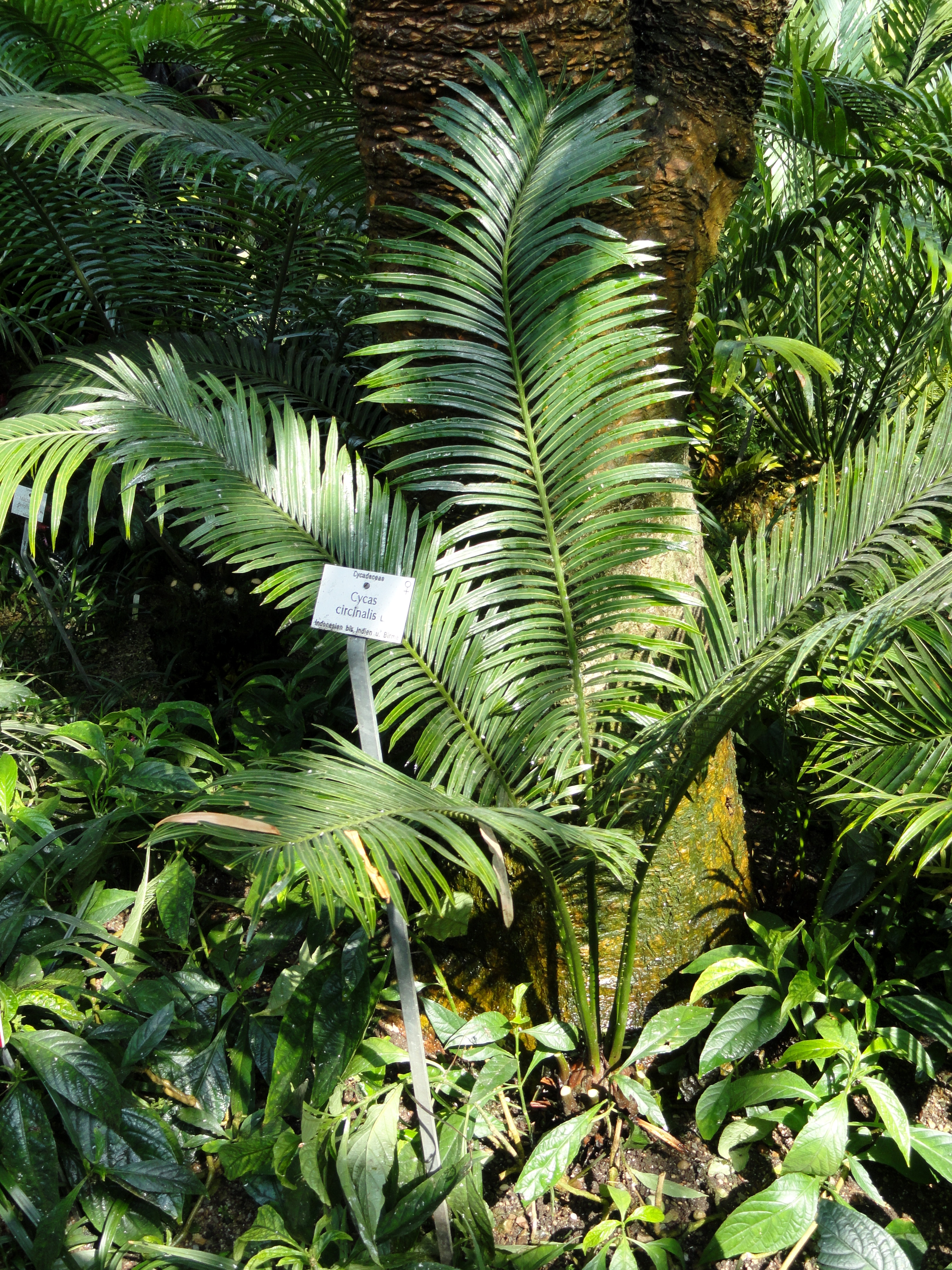
Cycas circinalis.

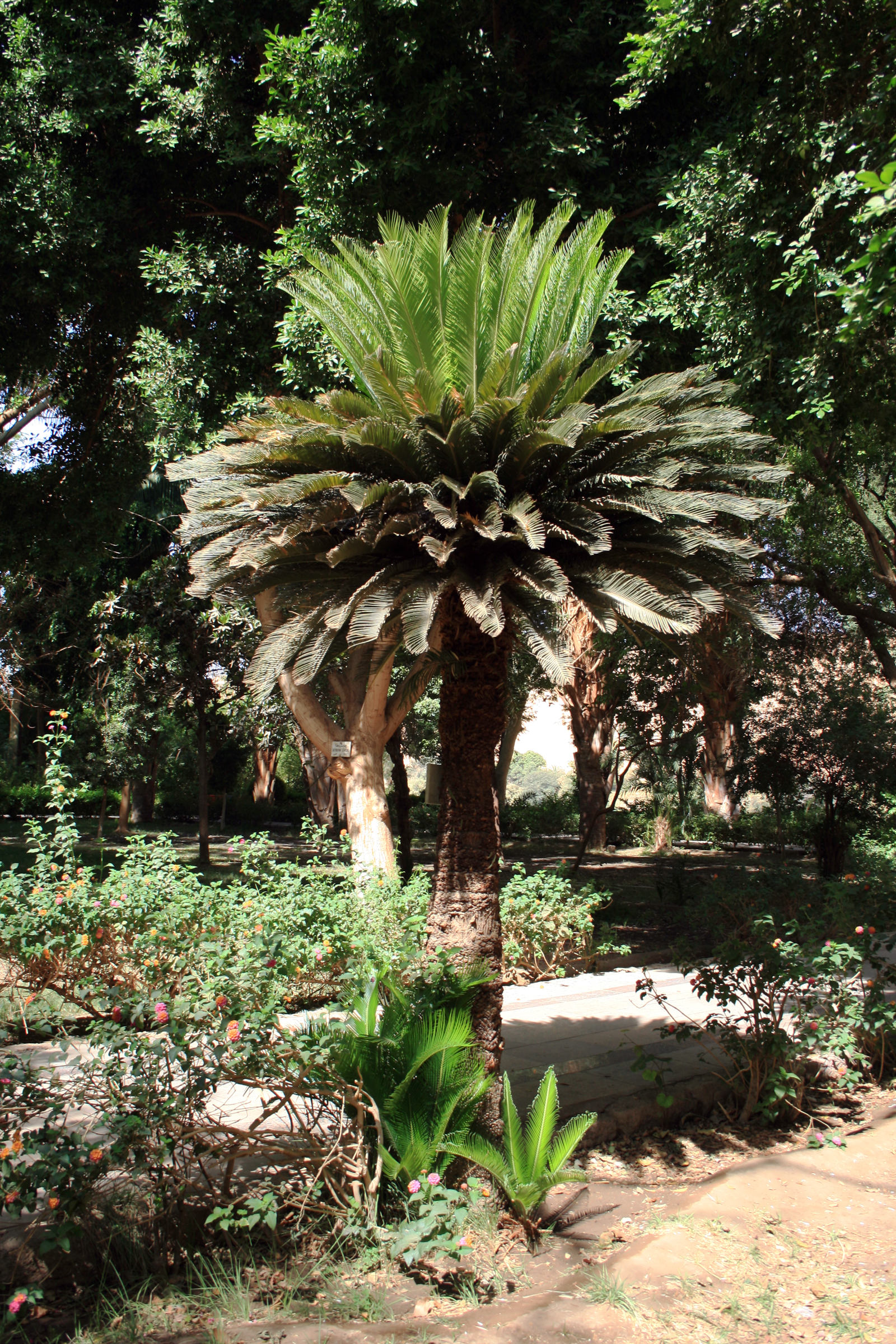
Cycas revoluta.

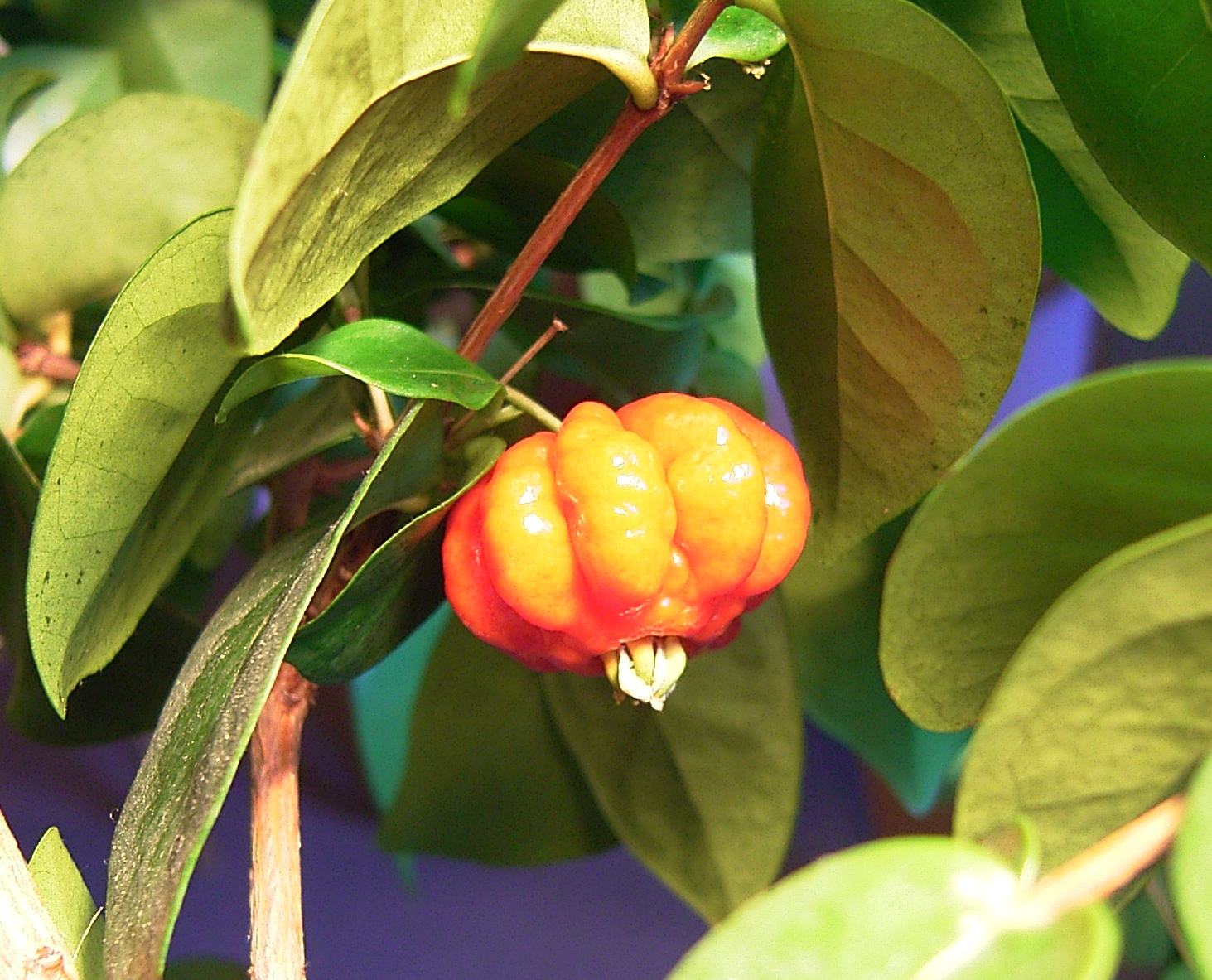
Eugenia uniflora.

- Pachira glabra ou Bombacopsis glabra
- Calathea lutea
- Equisetum
- Cedrela fissilis
- Eugenia involucrata
- Echinodorus grandiflorus
- Attalea tessmannii
- Curatella americana
- Arundinaria mucronata
- Crescentia cujete
- Copaifera langsdorfii
- Dipteryx alata
- Theobroma grandiflorum
- Digitalis purpurea
- Annonaceae
- Daphnopsis fasciculata
- Eschweira ovata
- Eriotheca candolleana
- Maytenus ilicifolia
- Hamadryas feronia
- Ilex paraguariensis
- Boraginaceae
- Solanum mauritianum
- Campomanesia xanthocarpa
- Eugenia leitonii
- Patagonula bahiensis
- Schizolobium parahyba
- Paullinia cupana
- Mikania glomerata
- Inga blanchetiana
- Inga uruguensis
- Colocasia esculenta
- Tabebuia alba
- Tabebuia roseoalba
- Handroanthus impetiginosus
- Eugenia cauliflora
- Dalbergia nigra
- Jacaranda mimosifolia
- Jacaratia spinosa
- Hymenaea courbaril
- Genipa americana
- Tocoyena sellowiana
- Cariniana legalis
- Syagrus romanzoffiana
- Guapira opposita
- Ziziphus joazeiro
- Solanum paniculatum
- Sapium glandulatum
- Laurus nobilis
- Cyclolobium vecchi
- Manihot utilissima
- Brosimum gaudichaudii
- Manihot esculenta
- Persea pyrifolia
- Cydonia oblonga
- Zea mays
- Swietenia macrophylla King
- Senegalia polyphylla
- Pachira aquatica
- Byrsonima crassifolia
- Lophomyrtus
- Guazuma ulmifolia
- Orchis militaris
- Chorisia speciosa
- Cycas circinalis
- Euterpe edulis Martius
- Attalea dubia
- Clethra scabra
- Apeiba tibourbou
- Gallesia integrifolia
- Piptadenia gonoacantha
- Vismia Guyanensis
- Apuleia ferrea
- Pterocarpus violaceus
- Bulnesia sarmientoi
- Cochlospermum insigne
- Aspidosperma cylindrocarpon
- Aspidosperma polyneuron
- Caryocar villosum
- Eugenia uniflora
- Cyperus articulatus
- Bactris gasipaes
- Sapindus saponaria
- Didymopanax morototonii
- Croton urucurana
- Mimosa caesalpineafolia
- Manilkara zapota
- Lecythis pisonis
- Lonchocarpus cultratus
- Hevea brasiliensis
- Caesalpinia pluviosa
- Clitorea racemosa
- Diplotropis purpurea
- Erythrina velutina
- Alchornea glandulosa
- Bactris setosa
- Spondias tuberosa
- Bixa orellana
- Eugenia uvalha
- Endopleura uchi
- Virola melinonii
- Ximenia americana

## Frutas
| Nome científico                         | Nomes vernáculos                                                                 |
| --------------------------------------- | -------------------------------------------------------------------------------- |
| Acanthosyris spinescens                 | sombra-de-touro                                                                  |
| Acca sellowiana                         |                                                                                  |
| Acrocomia aculeata                      | coyol, macaúaba                                                                  |
| Aiphanes aculeata                       | pujamo                                                                           |
| Alibertia edulis                        | marmelada-de-cavalo                                                              |
| Allagoptera arenaria                    | guriri                                                                           |
| Ambelania acida                         | pepino-do-mato                                                                   |
| Anacardium giganteum                    | cajuí                                                                            |
| Anacardium humile                       | caju-anão                                                                        |
| Anacardium microcarpum                  | caju                                                                             |
| Anacardium occidentale                  |                                                                                  |
| Ananas comosus                          | abacaxi                                                                          |
| Annona cacans                           | araticum-cagão                                                                   |
| Annona coriacea                         | fruta-do-conde                                                                   |
| Annona crassiflora                      | marolo                                                                           |
| Annona glabra                           |                                                                                  |
| Annona montana                          |                                                                                  |
| Annona salzmannii                       |                                                                                  |
| Astrocaryum aculeatum                   | tucuma                                                                           |
| Astrocaryum vulgare                     | tucum, awarra                                                                    |
| Astrocaryum                             | murumuru                                                                         |
| Attalea dubia                           | indaiá                                                                           |
| Bactris ferruginea                      | mané-velho                                                                       |
| Bactris maraja                          | marajá                                                                           |
| Bactris setosa                          | tucum                                                                            |
| Bellucia grossularioides                | goiaba-de-anta                                                                   |
| Bellucia imperialis                     | goiaba-de-anta-vermelha                                                          |
| Bertholletia excelsa                    | castanha-do-pará                                                                 |
| Bombacopsis glabra                      | Castanha do Maranhão                                                             |
| Brosimum gaudichaudii                   | maminha-cadela                                                                   |
| Butia capitata                          | butiá                                                                            |
| Butia eriospatha                        | butiá-da-serra                                                                   |
| Butia odorata                           | butiá-da-praia                                                                   |
| Butia purpurascens                      | butiá-jataí                                                                      |
| Butia yatai                             | jataí                                                                            |
| Byrsonima crassifolia                   | crabú, kraabu                                                                    |
| Byrsonima verbacifolia                  | murici-rasteiro                                                                  |
| Campomanesia adamantium                 | guabiroba-amarela, guabiroba-verde                                               |
| Campomanesia aurea                      | guabirobinha-do-campo                                                            |
| Campomanesia guazumifolia               | sete-capotes                                                                     |
| Campomanesia lineatifolia               | guabiraba                                                                        |
| Campomanesia neriiflora                 | guabiroba-branca                                                                 |
| Campomanesia phaea                      | cambucí                                                                          |
| Campomanesia pubescens                  | guabiroba-peluda                                                                 |
| Campomanesia schlechtendaliana          | guabiroba-rugosa                                                                 |
| Campomanesia sessiliflora               | guabiroba-verde                                                                  |
| Campomanesia xanthocarpa var. litoralis | guabiroba-da-praia                                                               |
| Campomanesia xanthocarpa                | guabiroba                                                                        |
| Cariocar coriaceum                      | pequiá, piquiá                                                                   |
| Caryocar brasiliensis                   | pequi                                                                            |
| Caryocar microcarpum                    | pequiarana                                                                       |
| Caryocar villosum                       | pequiá, piquiá                                                                   |
| Casearia decandra                       | cambroé                                                                          |
| Casearia rupestris                      | pururuca                                                                         |
| Cassia leiandra                         | mari-mari                                                                        |
| Celtis iguanaea                         | jamerí                                                                           |
| Cereus jamacaru                         | mandacarú                                                                        |
| Cheilochlinium cognatum                 | uarutama                                                                         |
| Chondodendron platyphyllum              | jaboticaba-de-cipó                                                               |
| Chrysobalanus icaco                     | ajurú                                                                            |
| Cocos nucifera                          | coco                                                                             |
| Cordiera elliptica                      | marmelada-de-pinto                                                               |
| Cordiera humilis                        | marmelada-rasteira                                                               |
| Cordiera sessilis                       | marmelada-de-cachorro                                                            |
| Couepia bracteosa                       | pajura                                                                           |
| Couepia longipendula                    | pendula                                                                          |
| Couepia subcordata                      | umarirana                                                                        |
| Couma utilis                            | sorvinha                                                                         |
| Crataeva tapia                          | tapia                                                                            |
| Dicella nucifera                        | castanha-de-cipó                                                                 |
| Diospyros brasiliensis                  |                                                                                  |
| Diospyros hispida                       | caqui-do-cerrado                                                                 |
| Diospyros inconstans                    | marmelinho                                                                       |
| Dipteryx alata                          | baru, cumbaru, cumbaru                                                           |
| Duguetia furfuracea                     | marolinho-do-cerrado                                                             |
| Duguetia lanceolada                     | pindaíva                                                                         |
| Endopleura uchi                         | uxí                                                                              |
| Eugenia brasiliensis                    | gumixama, grumichama                                                             |
| Eugenia calycina                        | cerejinha                                                                        |
| Eugenia candolleana                     | murtinha, cambuí-roxo                                                            |
| Eugenia copacabanensis                  | cambuí-amarelo                                                                   |
| Eugenia dysenterica                     | cagaita                                                                          |
| Eugenia florida                         | guamirim                                                                         |
| Eugenia involucrata                     | cereja-do-rio-grande                                                             |
| Eugenia itaguahiensis                   | grumixama-mirim                                                                  |
| Eugenia klotzschiana                    | pêra-do-campo                                                                    |
| Eugenia leitonii                        | goiabão                                                                          |
| Eugenia luschnathiana                   | pitomba                                                                          |
| Eugenia lutescens                       | perinha                                                                          |
| Eugenia multicostata                    | pau-alazão                                                                       |
| Eugenia myrcianthes                     | pêssego-do-mato                                                                  |
| Eugenia neonitida                       | pitangatuba                                                                      |
| Eugenia patrisii                        | ubaia                                                                            |
| Eugenia pitanga                         | pitanga-do-cerrado                                                               |
| Eugenia pyriformis                      | uvaia-piriforme, uvaia-redonda, uvaia-rugosa-doce                                |
| Eugenia speciosa                        | laranjinha-do-mato                                                               |
| Eugenia stipitata                       | araçá-boi                                                                        |
| Eugenia uniflora                        | pitanga                                                                          |
| Euterpe edulis                          | juçara                                                                           |
| Euterpe oleracea                        | açaí, açaí-do-para                                                               |
| Euterpe precatoria                      | açaí-da-amazônia                                                                 |
| Fuchsia regia                           | brinco-de-princesa                                                               |
| Garcinia acuminata                      | bacuri-azedo                                                                     |
| Garcinia brasiliensis                   | bacupari-miúdo                                                                   |
| Garcinia gardneriana                    | bacupari                                                                         |
| Garcinia macrophylla                    | bacuripari                                                                       |
| Garcinia madruno                        | bacuri                                                                           |
| Gaylussacia angustifolia                | camarinha-da-serra                                                               |
| Gaylussacia brasiliensis                | camarinha                                                                        |
| Genipa americana                        | hawa, jagua, huito, genipapo                                                     |
| Genipa infudibuliformis                 | jenipapo-liso                                                                    |
| Hancornia speciosa var. pubescens       | mangaba                                                                          |
| Hancornia speciosa                      | mangaba-da-restinga                                                              |
| Hymenaea courbaril                      | jatoba, guapinol                                                                 |
| Hymenaea stigonocarpa                   | jatobá-do-cerrado                                                                |
| Inga cinnamomea                         | ingá-chinelo                                                                     |
| Inga edulis                             | guama, guaba                                                                     |
| Inga laurina                            | ingá-branco                                                                      |
| Inga marginata                          | ingá-feijão                                                                      |
| Inga sessilis                           | ingá-ferradura                                                                   |
| Inga vera                               | ingá-banana                                                                      |
| Inga vulpina                            | ingá-miúdo                                                                       |
| Jacaratia spinosa                       | jaracatia                                                                        |
| Lecythis lanceolata                     | sapucaia-mirim                                                                   |
| Lecythis pisonis                        | sapucaia                                                                         |
| Licania salzmannii                      | oití-da-bahia                                                                    |
| Maclura tinctoria                       | taiúva                                                                           |
| Manilkara huberi                        | maçaranduba                                                                      |
| Manilkara salzmannii                    | maçaranduba-preta                                                                |
| Manilkara subsericea                    | maçaranduba                                                                      |
| Mauritia flexuosa                       | burití, moriche, ita, ité, aguaje                                                |
| Maximiliana maripa                      | inajá                                                                            |
| Melancium campestre                     | melancia-do-campo                                                                |
| Mouriri pusa                            | puçá                                                                             |
| Myrcianthes pungens                     | guabiju                                                                          |
| Myrciaria aureana                       | jaboticaba-branca                                                                |
| Myrciaria cauliflora                    | jaboticaba-paulista, jaboticaba-ponhema, jaboticaba-precoce, jaboticaba-vermelha |
| Myrciaria coronata                      | jaboticaba-coroada                                                               |
| Myrciaria dubia                         | camu-camu, caçari, camocamo                                                      |
| Myrciaria floribunda                    | camboim                                                                          |
| Myrciaria glazioviana                   | cabeludinha                                                                      |
| Myrciaria grandifolia                   | jaboticaba-graúda                                                                |
| Myrciaria jaboticaba                    | jaboticaba-sabarazinha, jaboticaba-cascuda                                       |
| Myrciaria oblongata                     | jaboticaba-azeda                                                                 |
| Myrciaria phitrantha                    | jaboticaba-costada                                                               |
| Myrciaria tenella                       | camboim                                                                          |
| Myrciaria trunciflora                   | jaboticaba-de-cabinho                                                            |
| Oenocarpus bacaba                       | bacaba, bacaba-açu, camon, manoco, punama                                        |
| Oenocarpus bataua                       | pataua, patawa, sehe                                                             |
| Oenocarpus distichus                    | bacaba-de-leque                                                                  |
| Opuntia paraguayensis                   | arumbeva                                                                         |
| Orbignya phalerata                      | babaçú, cusi                                                                     |
| Pachira aquatica                        | monguba, saba                                                                    |
| Parinari obtusifolia                    | fruta-de-ema                                                                     |
| Passiflora alata                        |                                                                                  |
| Passiflora ambigua                      | maracujá-doce                                                                    |
| Passiflora amethystina                  | maracujá-de-cobra                                                                |
| Passiflora caerulea                     | maracujá-azul                                                                    |
| Passiflora cincinnata                   | maracujá-mochila                                                                 |
| Passiflora coccinea                     | maracujá-poranga                                                                 |
| Passiflora edulis                       | maracujá                                                                         |
| Passiflora eichleriana                  | maracujá-de-cobra                                                                |
| Passiflora elegans                      | maracujá-de-estalo                                                               |
| Passiflora foetida                      | maracujá                                                                         |
| Passiflora galbana                      | maracujá-do-mato                                                                 |
| Passiflora giberti                      | maracujá-bravo                                                                   |
| Passiflora laurifolia                   |                                                                                  |
| Passiflora loefgreenii                  | maracujá-de-alho                                                                 |
| Passiflora mucronata                    | maracujá-de-restinga                                                             |
| Passiflora nitida                       |                                                                                  |
| Passiflora picturata                    |                                                                                  |
| Passiflora quadrangularis               | tumbo                                                                            |
| Passiflora serrato-digitata             | maracujá-pedra                                                                   |
| Passiflora setacea                      | maracujá-sururuca                                                                |
| Passiflora tenuiphila                   | maracujá-de-cobra                                                                |
| Passiflora vitifolia                    |                                                                                  |
| Paullinia cupana                        | guaraná                                                                          |
| Peritassa campestris                    | bacupari-do-cerrado                                                              |
| Physalis pubescens                      | camapú                                                                           |
| Pilosocereus arrabidae                  | pitaia-da-restinga                                                               |
| Platonia insignis                       | bacuri, bacuri-açu                                                               |
| Plinia cauliflora                       | jabuticaba                                                                       |
| Plinia edulis                           | cambuca                                                                          |
| Plinia rivularis                        | guaburiti                                                                        |
| Poraqueiba sericea                      | umari                                                                            |
| Porcelia macrocarpa                     | banana-de-macaco                                                                 |
| Posoqueria latifolia                    | baga-de-macaco                                                                   |
| Pourouma cecropiifolia                  | mapati                                                                           |
| Pouteria bullata                        | bapeba                                                                           |
| Pouteria caimito                        | abiu-ticúna                                                                      |
| Pouteria gardneriana                    | aguaí-guaçu                                                                      |
| Pouteria gardnerii                      | sapotinha                                                                        |
| Pouteria grandiflora                    | bapeba-da-restinga                                                               |
| Pouteria macrophylla                    | cutite                                                                           |
| Pouteria pachycalyx                     | bapeba                                                                           |
| Pouteria ramiflora                      | curriola                                                                         |
| Pouteria torta                          | guapeva                                                                          |
| Pouteria venosa                         | aboirana                                                                         |
| Pradosia brevipes                       | fruto-de-tatu                                                                    |
| Pradosia lactescens                     | marmixa                                                                          |
| Psidium acutangulum                     | araçá-pêra                                                                       |
| Psidium cattleianum                     |                                                                                  |
| Psidium cinereum                        | grey araça                                                                       |
| Psidium firmum                          | araçá-do-cerrado                                                                 |
| Psidium guajava                         | goiaba-yonemura, goiaba-amarela, goiaba-cascuda                                  |
| Psidium guajava var. minor              | goiaba-miniatura                                                                 |
| Psidium guineense                       | araçá-do-campo                                                                   |
| Psidium rufum                           | araçá-roxo                                                                       |
| Psidium salutare                        | araçá-rasteiro                                                                   |
| Quararibea cordata                      | sapota, sapote                                                                   |
| Rhamnidium elaeocarpus                  | saguaraji                                                                        |
| Rollinia emarginata                     | araticum-mirim                                                                   |
| Rollinia mucosa, Rollinia deliciosa     | biriba                                                                           |
| Rollinia salicifolia                    | cortiça-lisa                                                                     |
| Rollinia sericea                        | cortiça                                                                          |
| Rollinia sylvatica                      | cortiça                                                                          |
| Rubus erythrocladus                     | amora-verde                                                                      |
| Rubus rosifolius                        |                                                                                  |
| Rubus sellowii                          | amora-preto-vermelha                                                             |
| Salacia elliptica                       | siputá                                                                           |
| Scheelea butyracea                      | jaci                                                                             |
| Scheelea phalerata                      | bacuri                                                                           |
| Sicana odorifera                        | cassabanana                                                                      |
| Sideroxylon obtusifolium                | sapotiaba                                                                        |
| Solanum sessiliflorum                   | cubiu, cocona                                                                    |
| Spondias macrocarpa                     | cajá-redondo                                                                     |
| Spondias mombin                         | jobo                                                                             |
| Spondias sp.                            | umbu-cajá                                                                        |
| Spondias tuberosa                       | umbú                                                                             |
| Spondias venulosa                       | cajá-grande                                                                      |
| Sterculia apetala                       | mandovi                                                                          |
| Sterculia striata                       | chicá-do-cerrado                                                                 |
| Syagrus cearensis                       | catolé                                                                           |
| Syagrus coronata                        | licuri                                                                           |
| Syagrus flexuosa                        | acumã                                                                            |
| Syagrus macrocarpa                      | marirosa                                                                         |
| Syagrus oleracea                        | guariroba                                                                        |
| Syagrus romanzoffiana                   | jeriva                                                                           |
| Syagrus schyzophylla                    | aricuriroba                                                                      |
| Syagrus vagans                          | ariri                                                                            |
| Talisia esculenta                       | pitomba                                                                          |
| Theobroma bicolor                       | pataste                                                                          |
| Theobroma cacao                         | cacau                                                                            |
| Theobroma grandiflora                   | cupuaçu                                                                          |
| Theobroma speciosum                     | cacauí                                                                           |
| Theobroma subincanum                    | cupuí                                                                            |
| Tontellea micrantha                     | bacupari                                                                         |
| Vasconcella quercifolia                 | mamãozinho-do-mato                                                               |
| Vitex cymosa                            | jaramantaia                                                                      |
| Vitex montevidensis                     | tarumã                                                                           |
| Vitex polygama                          | tarumã-do-cerrado                                                                |
| Xymenia americana                       | limãozinho-da-praia                                                              |
| Zizyphus joazeiro                       | juazeiro, joá                                                                    |
| Zizyphus mistol                         | mistol                                                                           |